# Rubus grisebachii
Rubus grisebachii là loài thực vật có hoa trong họ Hoa hồng. Loài này được (Focke) Focke miêu tả khoa học đầu tiên năm 1914.